# Isabelle Chabot
Isabelle Chabot (Aix-en-Provence, ...) è una storica francese, specialista di Storia sociale e di Storia della famiglia medievale.
Si è laureata presso l'Université de Provence e ha conseguito il Dottorato in Storia e Civiltà presso l’Istituto Universitario Europeo di Firenze. Ha insegnato presso l'Università di Trieste ed è attualmente docente di Storia medievale presso l'Università di Padova.
Nel 1989 è stata tra le socie fondatrici della Società italiana delle storiche, della quale è stata Presidente dal 2012 al 2016.
Ha fatto parte del comitato scientifico della trasmissione Il tempo e la storia (2013-2017), prodotta da Rai Cultura, trasformatasi, nell'ottobre 2017, in "Passato e presente".

## Pubblicazioni
2011: La dette des familles. Femmes, lignage et patrimoine à Florence aux XIVe et XVe siècle, Roma, École française de Rome, 2011 [Collection de l'École française de Rome]
1997: (con M. Fornasari), L'economia della carità. Le doti del Monte di Pietà di Bologna (secoli XVI-XX), Bologna, Il Mulino, 1997, 266 p. (I. Chabot, Per «togliere dal pericolo prossimo l'onestà delle donzelle povere». Aspetti della beneficenza dotale in età moderna, p. 13-132).
1997: Una terra senza uomini. Suvereto in Maremma (XVI-XIX secc.), Venezia, Marsilio Editori, 1997, 180 p.